# Fushun
För andra betydelser, se Fushun (olika betydelser).
Fushun är en stad på prefekturnivå i Liaoning-provinsen i nordöstra Kina. Den ligger omkring 110 kilometer öster om provinshuvudstaden Shenyang.

## Historia
Fushun var vid 1900-talets början en oansenlig ort, men kring densamma finns en av landets allra rikaste stenkolsfyndigheter. 1907 öppnades världens största dagbrott, med en normal årsproduktion av kol som före andra världskriget uppgick till 8 miljoner ton. Än idag är Fushun känt som "Kinas kolhuvudstad".
Mellan 1932 och 1945 ingick staden i den japanska lydstaten Manchukuo.
Fushun är också känt som den ort där modellsoldaten Lei Feng förolyckades 1962.

## Administrativ indelning
Fushun består av fyra stadsdistrikt, ett reguljärt härad och två autonoma härad:
| Karta | Karta                                      | Karta          | Karta                    | Karta                    | Karta     | Karta                     |
| ----- | ------------------------------------------ | -------------- | ------------------------ | ------------------------ | --------- | ------------------------- |
|       |                                            |                |                          |                          |           |                           |
| Nr    | Namn                                       | Kinesiska      | Pinyin                   | Befolkning (2003 uppsk.) | Yta (km²) | Befolknings täthet (/km²) |
| 1     | Shuncheng-distriktet                       | 顺城区         | Shùnchéng qū             | 400 000                  | 277       | 1 444                     |
| 2     | Xinfu-distriktet                           | 新抚区         | Xīnfǔ qū                 | 290 000                  | 30        | 9 667                     |
| 3     | Dongzhou-distriktet                        | 东洲区         | Dōngzhōu qū              | 350 000                  | 192       | 1 823                     |
| 4     | Wanghua-distriktet                         | 望花区         | Wànghuā qū               | 370 000                  | 214       | 1 729                     |
| 5     | Fushun härad                               | 抚顺县         | Fǔshùn xiàn              | 190 000                  | 2 350     | 81                        |
| 6     | Det autonoma häradet Xinbin för manchuer   | 新宾满族自治县 | Xīnbīn mǎnzú zìzhìxiàn   | 310 000                  | 4 287     | 72                        |
| 7     | Det autonoma häradet Qingyuan för manchuer | 清原满族自治县 | Qīngyuán mǎnzú zìzhìxiàn | 340 000                  | 3 921     | 87                        |

## Klimat
Genomsnittlig årsnederbörd är 1 169 millimeter. Den regnigaste månaden är juli, med i genomsnitt 279 mm nederbörd, och den torraste är januari, med 10 mm nederbörd.